# Pavle Vujisić
Pavle Vujisić (cyr. Павле Вујисић, ur. 10 lipca 1926 w Belgradzie, zm. 1 października 1988 w Belgradzie) – serbski aktor teatralny i filmowy.
Studiował prawo i do wczesnych lat 50. zamierzał zajmować się dziennikarstwem (Radio Beograd). Aktorską przygodę rozpoczął, występując niepełny sezon w teatrze w Pančevie, statystując jednocześnie w filmie Voje Nanovicia „Czarodziejski miecz” 1950 (rycerz). Bezskutecznie usiłował też zostać studentem Akademii Sztuki Teatralnej. Pierwszą, epizodyczną rolę zagrał w 1955 r. w wojennym filmie Voje Nanovicia „Šolaja”, a w następnym filmie tego reżysera „Tri koraka u prazno” (1958) zagrał główną rolę (żeglarz Obrad), za którą otrzymał złotą Arenę na Festiwalu Filmowym w Puli.
Stworzył i wykreował charakterystyczne role w filmach m.in.: Żeljko Pavlovicia („Przebudzenie szczurów” 1967, Zaseda 1969), Bogdana Draškovicia (Horoskop 1969, Piękne jest życie 1985), Gorana Paskaljevicia („Pies, który lubił pociągi” 1977, „Kuracja specjalna” 1980), Emira Kusturicy („Czy pamiętasz Dolly Bell?” 1981, „Ojciec w podróży służbowej” 1985). Od 1991 jest patronem nagrody przyznawanej podczas Festiwalu Sztuki Aktorskiej w Niszu.

## Filmografia
- 1950 Czarodziejski miecz (jako rycerz)
- 1953 Ciganka (jako Guta)
- 1955 Šolaja (jako Bubalo)
- 1957 Sobotni wieczór (jako policjant)
- 1958 Četiri kilometra na sat (jako właściciel kawiarni Gliga)
- 1958 Pogon B
- 1958 Rafal u nebo (jako Kosta)
- 1958 Te noći (jako Dragiša)
- 1958 Tri koraka u prazno (jako żeglarz Obrad)
- 1959 Campo Mamula (jako Milić)
- 1959 Mieszkanie nr 8 (jako żandarm)
- 1959 Sam
- 1960 Bolje je umeti (jako Mane Karakaš)
- 1960 Drug predsednik centarfor (jako Radiša)
- 1960 Wzgórze 905 (jako Pajo)
- 1961 Pan bez mieszkania (jako instruktor)
- 1961 Nema malih bogova (jako dyrektor)
- 1961 Skrawek błękitnego nieba (jako Čeda)
- 1961 Velika turneja (jako Krsto)
- 1962 Dziwna dziewczyna (jako profesor)
- 1962 Mačak pod šljemom (jako Ilija Kapara)
- 1962 Zvižduk u osam (jako dyrektor)
- 1963 Desant na Drvar (jako Vasina)
- 1963 Dvostruki obruč (jako karczmarz Marko)
- 1964 Muški izlet (jako Nikola)
- 1964 Narodni poslanik (jako Sekulić)
- 1964 Prometej s otoka Viševice (jako Žane)
- 1964 Svanuće (jako Ilija)
- 1964 Vrtlog (jako Stojan)
- 1965 Doći i ostati (jako Mileta)
- 1965 Głosuję na miłość (jako pop)
- 1965 Gorki deo reke (jako rybak)
- 1965 Inspektor (jako główny księgowy)
- 1965 Neprijatelji
- 1966 Konjuh planinom (jako milczący)
- 1966 Ponedjeljak ili utorak
- 1966 Sretni umiru dvaput (jako Zaja)
- 1967 Bokseri idu u raj (jako św. Piotr)
- 1967 Bomba u 10 i 10 (jako szpieg)
- 1967 Przebudzenie szczurów (jako sternik)
- 1967 Dim (jako Gaben)
- 1967 Makedonska krvava svadba (jako pop Damjan
- 1968 Brat doktora Homera (jako Atanas, wódz bandy)
- 1968 Ram za sliku moje majke (jako Uskok)
- 1968 Słońce obcego nieba (jako Kurjak)
- 1968 Nie wspominać o przyczynie śmierci (jako stolarz Jagoš)
- 1968 Bitwa nad Neretwą (jako szofer Jordan)
- 1969 Zdarzenie (jako dziadek Jura)
- 1969 Horoskop (jako dyspozytor)
- 1969 Kad čuješ zvona (jako Gara)
- 1969 Moja strana sveta
- 1969 Zaseda (jako starszy wioski)
- 1970 Bablje leto
- 1970 Lepa parada (jako Žiža)
- 1970 Žarki (jako Obrad)
- 1970 Život je masovna pojava (jako maestro)
- 1971 Doručak sa djavolom (jako Dimitrije)
- 1971 Moja luda glava (jako kapitan)
- 1971 Žedj (jako Trendafil, wujek z Ameryki)
- 1972 Mistrz i Małgorzata (film jugosłowiański) (jako Asasello)
- 1972 Śladem czarnowłosej dziewczyny (jako Paja)
- 1972 Walter broni Sarajewa (jako dyspozytor)
- 1973 Paja i Jare - Kamiondžije (jako Paja)
- 1973 Razmedja (jako Pajo
- 1975 Doktor Mladen (jako Radovan Tadić)
- 1975 Naivko (jako Velja)
- 1975 Anno Domini 1573 (jako Franjo Tahi)
- 1976 Stróż plaży w sezonie zimowym (jako Buda)
- 1976 Povratak otpisanih (jako Joca)
- 1976 Salaš u Malom Ritu (jako Paja)
- 1977 Beštije (jako pianista)
- 1977 Nagonka (jako Filip Bekić)
- 1977 Leptirov oblak
- 1977 Pies, który lubił pociągi (jako stryj)
- 1978 Nije nego (jako ojciec Marka)
- 1978 Paviljon VI (jako strażnik Nikita)
- 1978 Poslednji podvig diverzanta Oblaka (jako Oblak)
- 1978 Tigar (jako trener)
- 1978 Tren (jako Ljuba Kvrga)
- 1979 Drugarčine (jako Mika)
- 1979 Pakleni otok (jako Bartul)
- 1979 Ostatnia gonitwa (jako Mikoš)
- 1979 Priko sinjeg mora (jako stary
- 1980 Hajduk (jako Urošević)
- 1980 Kto tam śpiewa (jako konduktor Krstić)
- 1980 Majstori, majstori (jako Stole)
- 1980 Petrijin venac (jako Ljubiša)
- 1980 Kuracja specjalna (jako ojciec dyrektora)
- 1981 Berlin kaputt (jako Mate)
- 1981 Laf u srcu (jako murarz)
- 1981 Šesta brzina (jako psychiatra)
- 1981 Czy pamiętasz Dolly Bell? (jako wujek)
- 1981 Sok od šljiva (jako Ljuba)
- 1982 13 lipca (jako Periša Blagotin)
- 1982 Daleko nebo
- 1982 Idemo dalje (jako Dragiša)
- 1982 Rodzinny interes (jako Milutin Topalović)
- 1982 Zapach pigwy (jako Jozo)
- 1982 Nedeljni ručak (jako Jerković)
- 1982 Suton (jako Paško)
- 1983 Halo taxi (jako pucybut)
- 1983 Medeni mjesec (jako tow. Laza)
- 1984 Kamiondžije opet voze (jako Paja)
- 1984 O pokojniku sve najlepše (jako Vuk Lukić)
- 1984 Wczesny śnieg w Monachium (jako ojciec)
- 1984 Vojnici (jako Jokaš)
- 1985 Debeli i mršavi (jako Jovan Kupusić)
- 1985 Ojciec w podróży służbowej (jako dziadek Muzamer Zulfikarpašić)
- 1985 Piękne jest życie (jako Krušćić)
- 1986 Od zlata jabuka (jako Strahinja)